# Мосъл Бей
Мосъл Бей (на африкаанс: Mosselbaai; на английски: Mossel Bay) е град, разположен в югозападната част на РЮА, провинция Западен Кейп. Административен център на едноименната община. Населението му е 65 887 души (по данни от преброяването от 2011 г.). Разположен е на брега на Индийския океан, поради което е развит туристически център. Представлява и важен пристанищен център. Районът около населеното място е известен с развитото си животновъдство.